# Посёлок имени Жданова (Воронежская область)
Имени Жданова — посёлок в Павловском районе Воронежской области Российской Федерации. Основан в 1920-е годы. Население — 144 человека (2011).
Посёлок относится к Александро-Донскому сельскому поселению, административным центром которого является село Александровка Донская. Там же размещены административные органы, которым подчинён посёлок Имени Жданова. Главой Александро-Донского сельского поселения с 15 марта 2012 года является Владимир Иванович Антоненко.

## Название
Первоначально посёлок назывался Коммуна. Позже (после 1942 года) был переименован в посёлок Имени Жданова.

## Физико-географическая характеристика

### Географическое положение
Посёлок расположен в южной части поселения, южнее села Александровка Донская.
Расстояние до центра поселения — 2 км.
Посёлок, как и вся Воронежская область, живёт по Московскому времени.

### Климат
Природно-климатические условия, природные ресурсы ограниченно благоприятны для основных видов хозяйственно-градостроительной и рекреационной деятельности в связи с развитием экзогенных геологических процессов.
Освоение ограниченно благоприятных площадок потребует проведение мероприятий по инженерной подготовке (вертикальная планировка, понижение грунтовых вод, защита от затопления и др.), а также инженерно-геологических изысканий с целью выявления просадочных грунтов и карста. Территория поселения расположена в зоне умеренно континентального климата, с жарким и сухим летом и умеренно холодной зимой с устойчивым снежным покровом и хорошо выраженными переходными сезонами.
На размытой поверхности кристаллического фундамента залегают девонские отложения, перекрытые меловой системой, а также палеогеновыми, неогеновыми и четвертичными образованиями. Комплекс покровных отложений представлен лёссовидными суглинками и супесями и в меньшей степени песками.

## История
Посёлок основан в 1920-е годы на месте лесного кордона. Первоначально именовался Коммуной, позже был переименован в посёлок Имени Жданова.

## Транспорт и дороги
Сообщение с посёлком осуществляется по дорогам местного значения. Также посёлок соединяется с селом Александровка Донская дорогой регионального значения М «Дон» — посёлок Лесной.

## Население
| Численность жителей посёлка Имени Жданова по годам |      |      |      |
| 1980                                               | 2009 | 2010 | 2011 |
| 200                                                | ↘132 | ↗134 | ↗144 |

## Архитектура и достопримечательности
В посёлке 7 улиц: 50 лет Победы, Дорожная, Жукова, Коммунаров, Лесная, Полевая и Садовая.